# Konstantia av Steiermark
Konstantia av Steiermark, född 24 december 1588, död 10 juli 1631, var en polsk drottning, gift med Sigismund 11 december 1605. Yngre syster till Sigismunds första maka Anna av Österrike. Hon var dotter till kejsar Ferdinand I:s son, ärkehertig Karl av Steiermark, och Maria Anna av Bayern. 

## Biografi
Konstantia var politiskt aktiv och byggde upp ett kontaktnät genom att gifta bort sina hovdamer med män hon ville ha i sin egen fraktion. Hon var aktiv katolik och understödde konstnärer. Hon köpte år 1623 staden Żywiec, vilket orsakade konflikt med parlamentet. I Żywiec införde hon lagar som förbjöd judar att bosätta sig i staden. Konstantia bidrog till att förstärka det österrikiska inflytandet vid hovet.

## Barn
1. Johan Kasimir 1607-1608 (blev 1 år)
2. Johan II Kasimir av Polen 1609-1672
3. Johan Albert Vasa 1612-1634, biskop i Kraków.
4. Karl Ferdinand Vasa 1613-1655
5. Alexander Karol Vasa 1614-1634
6. Anna Konstantia, född och död 1616
7. Anna Katarina Konstantia Vasa 1619-1651